# Carcinoma duttale in situ
Il carcinoma duttale in situ è una neoplasia epiteliale maligna a carico della mammella che origina dalle cellule dell'unità Unità Duttale Termino-Lobulare (TDLU) che cresce all'interno dei dotti o dei lobuli ma è delimitato dalla membrana basale, la quale non è infiltrata. Precedentemente i carcinomi della mammella venivano classificati in base alla somiglianza ai dotti o ai lobuli delle aree interessate. Nonostante sia ormai dimostrato che tutti i carcinomi della mammella derivano dalla zona TDLU, permane questo tipo di classificazione. Il termine duttale, spesso viene utilizzato più genericamente quegli adenocarcinomi che non abbiano un'ulteriore specificazione. 
Peculiarità di questo tumore, è il mantenimento della produzione di Caderina-E, proteina di adesione cellulare, che ne determina il pattern di crescita.
Di carcinoma in situ di tipo duttale ne esistono differenti forme e pattern anatomo-patologici distinti.

## Epidemiologia
L'attuazione dello screening mammografico si è notato un aumento d'incidenza di questo tipo di carcinomi, da meno del 5% fino ad una quota del 15-30% di tutti i carcinomi. Di tutti i carcinomi identificati con questa metodica, inoltre, quasi la metà sono CDIS. Le donne che presentano forme piccole e di grado basso di questa neoplasia sviluppano una forma invasiva con incidenza pari all'1% circa senza trattamento. La maggior parte di questi, inoltre, si trova a livello dello stesso quadrante e sono caratterizzate anche da un'espressione di ER e HER2/neu molte simili al CDIS. Si pensa, inoltre, che le donne affette da CDIS di più alto grado e di maggiori dimensioni abbiano probabilità superiori di sviluppare forme invasive. Queste informazioni sono utili, unite alle caratteristiche biologiche, per sviluppare criteri di trattamento adeguati.

## Presentazione clinica
L'aumento dell'incidenza di questo tipo di carcinomi è dato dalla loro presentazione alla mammografia. La maggior parte si riscontra attraverso la presenza di calcificazioni, oppure, ma meno frequentemente, dalla presenza della fibrosi periduttale circondante il CDIS che può determinare una area più radio densa alla mammografia e una massa palpabile all'esame obiettivo. Il CDIS raramente, più frequentemente il tipo micropapillare, produce secrezioni spontanee capezzolari. Raramente, ormai, è un reperto occasionale alla biopsia.